# Eragrostis perennis
Eragrostis perennis är en gräsart som beskrevs av Johann es Christoph Christian Döll. Eragrostis perennis ingår i släktet kärleksgrässläktet, och familjen gräs. Inga underarter finns listade i Catalogue of Life.